# شبح و ظلمت
شبح و ظلمت فیلمی آمریکایی و محصول سال ۱۹۹۶ میلادی است. این فیلم برمبنای ماجرای دو شیر معروف به آدمخواران ساوو ساخته شده‌است.

## خلاصهٔ داستان
سرهنگ «جان هنری پاترسن» (کیلمر) برای احداث خط آهن به آفریقا می‌رود. با پیدا شدن یک شیر آدم‌خوار، کار به مشکل برمی‌خورد، اما «پاترسن» شب‌هنگام روی درختی کمین کرده و با گلوله او را می‌کشد. دو ماه بعد روند ساختن پل به خوبی پیش می‌رود. اما سر و کلهٔ دو شیر درندهٔ دیگر که بسیار خطرناک هستند، پیدا می‌شود. بومیان معتقدند که این دو شیر روح دو هیولا هستند…